# Шоу-бой
«Шоу-бой» — радянський художній фільм 1991 року, знятий режисером Віктором Волковим на Кіностудії ім. М. Горького і Кінофірмі «Мир».

## Сюжет
Несамовита історія про трагічне кохання молоденького соліста популярного тінейджерівського поп-гурту «Канікули» Андрія Димова і настільки ж юної, але цілком досвідченої повії Маші.

## У ролях
- Павло Овчаров — Андрій Димов, автор та виконавець пісень, соліст поп-гурту
- Ірина Маркова — Маша, повія
- Юрій Дроздов — Сєрьоня, барабанщик гурту
- Ігор Муругов — Борис Михайлович Горєлов, директор фірми «Шеф»
- Катерина Колганова — Василіса, секретарка Горєлова
- Валерій Бєляєв — Томас Андерсон, гість із Швеції
- Віктор Незнанов — Тимофій, помічник Горєлова
- Микола Тонський — помічник Томаса
- Антон Табаков — Шурік, помічник Горєлова
- Олексій Кудрявцев — епізод
- Наталія Гайнова — епізод
- Юлія Жданова — епізод
- Оксана Іванова — епізод
- Оксана Романенко — епізод
- Микола Сахаров — епізод
- Георгій Воробйов — епізод
- Інна Кошелєва — епізод
- Анна Руковішникова — епізод
- Лідія Кузнецова — епізод
- Людмила Бородіна — епізод
- Тетяна Мітрушина — епізод
- Олександр Савченко — епізод
- Владислава Волкова — епізод
- Ірина Безрукова — модель
- Клавдія Козльонкова — продавчиня

## Знімальна група
- Режисер — Віктор Волков
- Сценаристи — Віктор Волков, Олександр Ісаєв, Володимир Портнов
- Оператор — Олександр Мачильський
- Композитор — Михайло Адамов
- Художниця — Олена Єлісєєва-Сусєкова